# Номура
Номура (Nemopilema nomurai) са вид медузи и наред с гигантската цианеа (Cyanea capillata) е най-големият вид мешести в света. Възрастната номура достига до 2 m в диаметър и тегло до 200 кг. Обитава предимно водите на Жълто море и Източнокитайско море между Китай и Япония.
Биологичният вид е кръстен така в чест на Каничи Номура, главен директор на Рибарската експериментална станция към префектура Фукуи, Япония. В началото на декември 1921 г. той изпраща един екземпляр на морския биолог проф. Камакичи Кишинуйе от Имперския университет в Токио, който установява, че този биологичен вид е бил неизвестен до този момент за науката, и прекарва известно време в изследването му.
Водещият японски експерт по този вид медузи, Шиничи Уйе, изкуствено развъжда няколко номури в лаборатория в Университета в Хирошима, изследвайки техния жизнен цикъл, темпове на растеж и хранителни навици.
Американската морска биоложка Дженифър Пърсел от Университета на Западен Вашингтон открива корелация между глобалното затопляне и увеличаването на размерите и разпространението на номурата, на най-малко 11 места по света, в това число Средиземноморието и Северно море.
През 2009 г. 10-тонен риболовен траулер е потопен в Токийския залив, недалеч от град Чиба, докато тримата души на екипажа му се опитват да изтеглят от водата мрежа, съдържаща десетки възрастни медузи номура. Екипажът е спасен от друг намиращ се наблизо траулер.